# Désiré Mbonabucya
Désiré Mbonabucya (Kigali, 25 febbraio 1977) è un ex calciatore ruandese, di ruolo attaccante.

## Caratteristiche tecniche
Era una punta centrale, ma poteva essere impiegato anche come trequartista.

## Carriera

### Club
Ha cominciato a giocare nel Rayon Sports. Nel 1996 si è trasferito al Malines. Nel 1997 è passato al Gaziantepspor. Nel 2000 è stato acquistato dal Sint-Truiden. Nella stagione 2004-2005 ha giocato al Beringen-Heusden-Zolder. Nel 2005 è tornato al Sint-Truiden. Nel 2007 è passato al Tienen. Nel 2009 si è trasferito al RUS Albert, con cui ha concluso la propria carriera nel 2011.

### Nazionale
Ha debuttato in Nazionale nel 2000. Ha collezionato in totale, con la maglia della Nazionale, 9 presenze.